# Голодівка (Дрогобицький район)
Голоді́вка — хутір в Україні, адміністративно входить у склад села Мокряни Бориславської громади Дрогобицького району Львівської області.

## Історія
Перша писемна згадка про поселення, за даними рукописних джерел В. Макарського, припадає на 1721 р. — Hołodowka.
З ІХ ст. на цих теренах були Київська Русь, Перемиське князівство, Галицьке князівство, Галицько-Волинське князівство.
У 1434–1772 роках на цих землях було Руське воєводство. Поселення знаходилось на території тодішнього Дрогобицького повіту Перемишльської землі Корони Королівства Польського (у 1569—1772 рр. у складі Речі Посполитої).
У 1773 р. в Галичині, після її приєднання до імперії Габсбургів, здійснити адміністративну реорганізацію краю. Голодівка опинилась у тодішньому Дрогобицькому районі Самбірського крайсу (округу) Королівства Галичини та Володимирії Австрійської монархії.
У період 1805-1850 рр. поселення знаходилось на території Дрогобицького дистрикту (повіту (нім. Gebiet, пол. powiat)) Самбірського округу (крайсу, циркула (нім. Kreis, пол. cyrkuł)) Королівства Галичини та Володимирії Австро-Угорщини.
З 1850 р. через організацію двох апеляційних судів територія ділилася на 2 округи: Львів (включав 12 крайсів з містом Львів і надалі отримав назву Східна Галичина) і Краків (включав 7 крайсів з містом Краків і надалі отримав назву Західна Галичина), крайси ділилися на дистрикти (повіти), кожен з яких мав свій номер (110 — у Східній Галичині, 68 — у Західній).

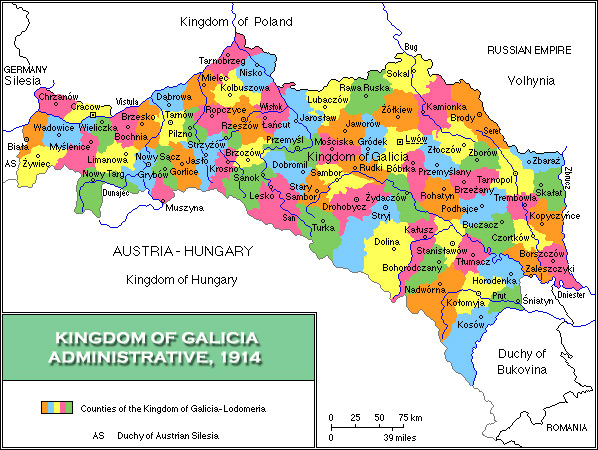
Адміністративний поділ Королівства Галичина, 1914

В 1865—1867 роках реорганізовано мережу повітів; залишилося 79 повітів. 1867 року, коли було скасовано округи і залишено лише повітовий адміністративний поділ (повіти виділені у складі округів у 1854 році), Самбірський округ було скасовано. Ймовірно, тоді Голодівка увійшла до Самбірського повіту.
1914 р. вже було 82 повіти (див. карту).
На поч. ХХ ст. населений пункт існував як самостійне поселення.
У період ЗУНР поселення входило у склад Дрогобицького повіту Самбірської військової округи Львівської військової області.
У 1920 р, з приходом Польщі, село волості Мокряни увійшло до Самбірського повіту Львівського воєводства.
1 серпня 1934 р. у Самбірському повіті було створено ґміну Городище з центром в с. Городище. У склад ґміни входили сільські громади: Городище, Котованя, Кульчице Рустикальне, Кульчице Шляхецкє, Мокжани, Сєлєц, Ступніца Польска, Ступніца Руська, Шаде.

За часів УРСР, станом на 01 вересня 1940 р., село Голодівка належало до Мокрянської сільської ради Дублянського району Дрогобицької області. Воно позначене на карті Дрогобицької області за 1940 р.
Німецькою окупаційною владою 1.08.1941 р. відновлений Самбірський повіт, для управління яким 11.08.1941 р. утворено Самбірське окружне староство (нім. Kreishauptmannschaft und Gemeindeverband Sambor). Відновлений був також і поділ на ґміни. 1 серпня 1943 Самбірський повіт був підпорядкований Дрогобицькому окружному староству. У зв'язку з цим було створено Самбірський повітовий комісаріат (нім. Landkommissariat Sambor).
Дистрикт Галичина припинив своє існування наприкінці липня 1944 року, коли внаслідок Львівсько-Сандомирської операції, був ліквідований, а німецька окупація змінилася на радянську. 6 серпня 1944 року до адміністративного центру округи вступили радянські війська.
Тобто, село із серпня 1941 р. по серпень 1943 р. було у складі волості (нім. Landgemeinde) Городище окружного староства Самбір дистрикту Галичина Генерал-губернаторства для окупованих польських земель. А зі серпня 1943 р. по серпень 1944 р. - у складі волості Городищне окружного староства Дрогобич (нім. Kreishauptmannschaft Drohobycz).
З 1944 р. село Голодівка повернулось до Мокрянської сільської ради Дублянського району Дрогобицької області..
Указом Президії Верховної Ради УРСР від 7.5.1946 р. «Про збереження історичних найменувань та уточнення і впорядкування існуючих назв сільських Рад і населених пунктів Дрогобицької області» село Голодівка, Мокрянівської сільської Ради перейменували на село Волиця.
У 1946 р. - село Волиця Мокрянської сільської ради Підбузького району Дрогобицької області.
У період між 1959 та 1962 роками його об'єднали зі селом Мокряни - так воно перейшло до Винниківської, а згодом до Урізької сільської ради Дрогобицького району Львівської області.
Офіційного перейменування поселення з Волиці на Голодівку не було - його просто об'єднали з іншим селом. Але у народі не прижилася штучно створена назва.
Після чергової адміністративно-територіальної реформи, у 2020 р., - хутір у складі села Мокряни увійшов до Урізького старостинського округу Бориславської громади оновленого Дрогобицького району Львівської області.

## Етимологіяназви
Назву виводять хто від слова "голод". Жартома, від слів "гола дівка", "гола дівчина". На перший погляд, умотивованішою видається перша версія, що базується на розповідях про якийсь давній голод, що начебто спонукав людей поселитися на цьому місці і заснувати поселення.
Сучасна наука топоніміка має доказовіше пояснення назви хутора. Ось що пише відомий вчений Степан Наливайко: «Галінди (голядь) - західнобалтiйське плем'я, з яким споріднені ятвяги, прусси-боруси й прусси-самби, назва споріднена з етнонімом галичани й означає "бичичі" або "чорнобичичі", де гал споріднюється з іран. галь-каль "бик" або "чорний бик". Неподалік існує село Пруси, нині Бистриця, що підтверджує цю версію.
Інший відомий учений Костянтин Тищенко з посиланням на висновок давнішого вченого О. Шахматова, вважає можливим зв'язок етнонімів голядь і галати. За твердженнями тих же О. Шахматова і К. Тищенка, слов'янським звуковим відповідником етноніма галати виступає топооснова -голом-.
На підставі цього можна припустити, що хутір отримав назву від галатів-голяді, і спочатку вона звучала як Галатівка-Голядівка, тобто "місце проживання галатів голотів-голяді". Однак довготривала розмовна традиція переінакшила назву на Голодівку. Ha користь такого висновку говорить і дуже близький до Голодівки топонім Глотівка (варто наголосити в ньому літеру "і", як отримаємо майже ту саму Голодівку!) і в Луганській області. А ще - топоніми Голотівщина на Полтавщині та ряд інших з основою Голом-, Голод-. Якщо ця версія підтвердиться, заснування хутора слід віднести до н. е або початку н. е.
За версією науковиці Віри Котович, у назві поселення відображено власну особову назву засновника чи власника. Голодівка — утворення на -івка від власної особової назви Голод. Антропонім Голод — слов'янська автохтонна відапелятивна (від апелятива голод) власна особова назва.
Пізнішу назву Волиця штучно утворено від апелятива волиця < воля - "відсутність обмежень; привілля" з метою протиставлення первісній назві, що народноетимологічним способом асоціювалась із поняттям голод.

## Географія
Присілок розташований за 500 м на північний схід від села Мокряни на березі річки Бистриця Тисменицька. Поселення розташоване на рівнині, на висоті 310-315 м над р. м.
На хуторі є один урбанонім — вулиця Павла Поповича.
Сусідні населені пункти: